# Station Dinslaken
Station Dinslaken is een halte aan de spoorlijn Oberhausen - Emmerich in de plaats Dinslaken. Het wordt aangedaan door treinen van de volgende treinseries:

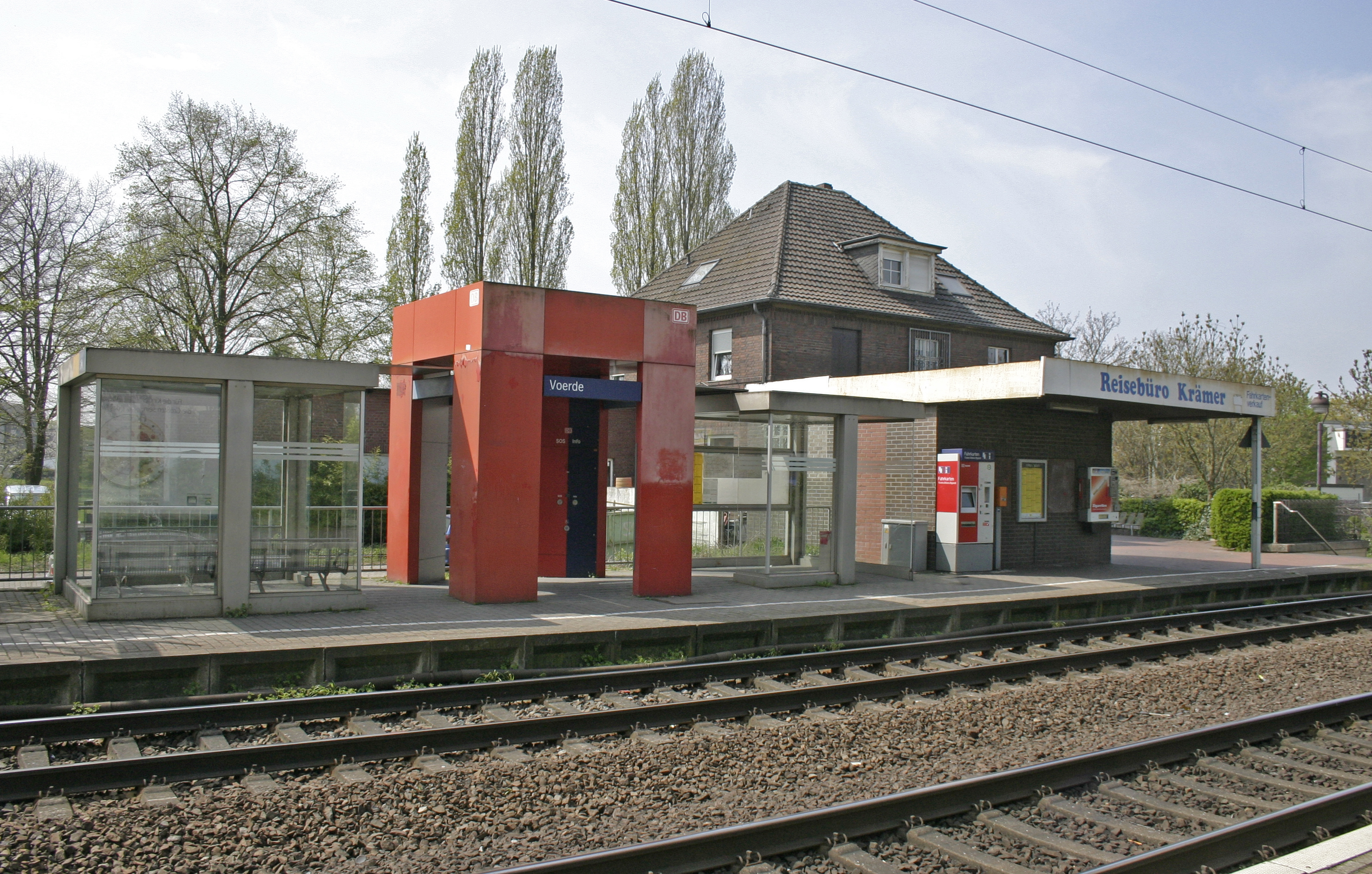
Perron met het stationsgebouw

| Serie       | Treinsoort                          | Route | Bijzonderheden           |
| ----------- | ----------------------------------- | --- | ------------------------ |
| RE 5 (RRX)  | Regional-Express (National Express) | Wesel – Dinslaken – Oberhausen Hbf – Duisburg Hbf – Düsseldorf Hbf – Köln Hbf – Bonn Hbf – Remagen – Andernach – Koblenz Hbf                       | Rhein-Express            |
| 20000 RE 19 | Regional-Express (VIAS)             | Arnhem Centraal – Zevenaar – Emmerich-Elten – Emmerich – Wesel – Dinslaken – Oberhausen Hbf – Duisburg Hbf – Düsseldorf Flughafen – Düsseldorf Hbf | Rhein-IJssel-Express     |
| RB 35       | Regionalbahn (VIAS)                 | Wesel – Dinslaken – Oberhausen Hbf – Duisburg Hbf – Rheinhausen – Krefeld Hbf – Viersen – Mönchengladbach Hbf                                      | Emscher-Niederrhein-Bahn |

-0,1: Oberhausen Hbf ·
4,2: Oberhausen-Sterkrade ·
7,7: Oberhausen-Holten ·
13,9: Dinslaken ·
18,8: Voerde (Niederrhein) ·
23,3: Friedrichsfeld (Niederrhein) ·
26,7: Wesel ·
29,3: Wesel-Feldmark ·
31,0: Kanonenberge ·
34,4: Diersfordt ··
39,1: Mehrhoog ·
44,8: Haldern (Rheinl) ·
48,7: Empel-Rees ·
50,4: Millingen (b Rees) ·
54,6: Praest ·
60,8: Emmerich ·
69,6: Elten